# Yodel It!
"Yodel It!" er en sang fremført af Ilinca og Alex Florea som deltog i Eurovision Song Contest 2017. Sangen opnåede en 7. plads.
| Musik | Spire Denne musikartikel er en spire som bør udbygges. Du er velkommen til at hjælpe Wikipedia ved at udvide den. |